# Olocausto in Albania
L'Olocausto in Albania rappresenta una serie di crimini commessi contro gli ebrei in Albania durante l'occupazione prima italiana e poi tedesca negli anni della seconda guerra mondiale. Durante la guerra, quasi 2.000 ebrei cercarono rifugio in Albania, la maggior parte di questi profughi fu accettata dalla popolazione locale. Per i 500 ebrei del Kosovo, l'esperienza fu completamente diversa e di questi circa il 40% non sopravvisse alla guerra.

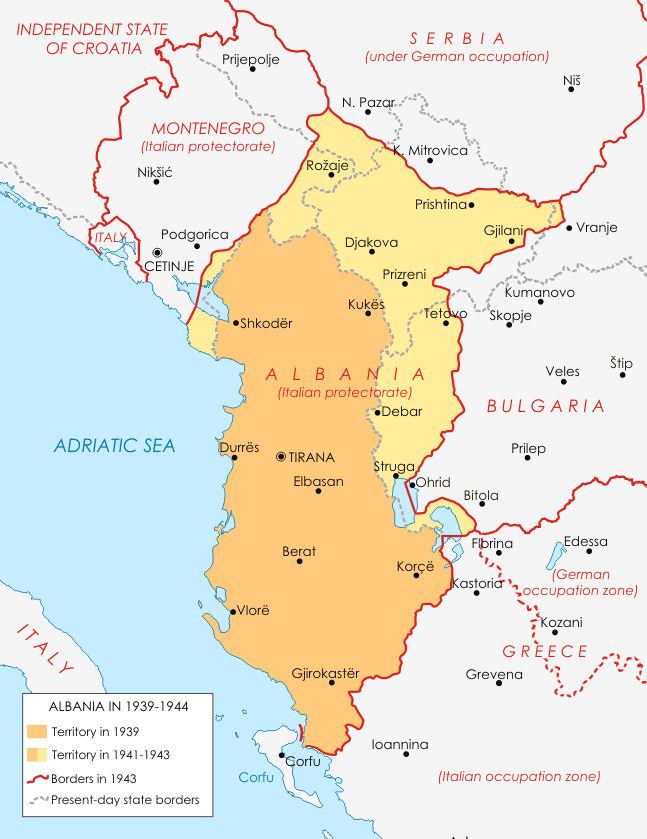
Una mappa dell'Albania durante la seconda guerra mondiale, con i territori annessi all'Albania, mostrati in giallo chiaro.

Con la resa dell'Italia nel settembre 1943, la Germania occupò l'Albania. Nel 1944 fu costituita una divisione Waffen-SS albanese, la 21. Waffen-Gebirgs-Division der SS "Skanderbeg", che arrestò e consegnò ai tedeschi 281 ebrei del Kosovo i quali furono successivamente deportati nel campo di concentramento di Bergen-Belsen dove molti furono uccisi. Alla fine del 1944, i tedeschi furono cacciati dall'Albania e il paese divenne uno stato comunista sotto la guida di Enver Hoxha. Nello stesso periodo, le forze dell'Asse nelle regioni del Kosovo e della Macedonia occidentale furono sconfitte dai partigiani jugoslavi che successivamente reincorporarono queste regioni nella neonata Jugoslavia.
Circa 600 ebrei furono uccisi nell'Albania occupata dall'Asse durante l'Olocausto, al termine del periodo bellico la popolazione ebrea fu undici volte maggiore rispetto all'inizio contando circa 1.800 persone. La maggior parte di questi successivamente emigrò in Israele, solo alcune centinaia rimasero in Albania fino alla caduta del comunismo all'inizio degli anni '90.
Non c'è un consenso accademico sul motivo per cui i tassi di sopravvivenza degli ebrei in Albania differissero così drasticamente da quelli in Kosovo. Alcuni studiosi hanno sostenuto che un elemento di rilievo fosse il tradizionale codice d'onore della cultura albanese, mentre altri hanno suggerito che la causa fosse la relativa clemenza delle autorità occupanti italiane negli anni 1941-1943 e l'incapacità della Germania di scovare gli ebrei in Albania nel 1943-1944 così accuratamente come avevano fatto in altri paesi, e anche la sfiducia degli albanesi del Kosovo verso gli stranieri. Nel 2018, 75 cittadini albanesi furono riconosciuti da Yad Vashem come Giusti tra le nazioni.

## Contesto storico

### Periodo post-ottomano
Nel 1937 la comunità ebraica contava quasi 300 persone, ottenne dal re Zog il riconoscimento ufficiale nel Paese. Prima della guerra, gli ebrei albanesi vivevano prevalentemente nella regione meridionale del paese, in particolare a Valona, città che nel XVI secolo fu costituita per circa un terzo dalla popolazione ebrea. La comunità ebraica nel Kosovo a maggioranza albanese contava circa 500 persone. Nell'epoca tardo-ottomana, l'ideologia nazionale albanese crebbe in modo tale da rivendicare una sorta di indipendenza religiosa e mirò alla riconciliazione tra le diverse fedi professate nel paese. Dopo l'indipendenza dell'Albania nel 1912, il governo del paese iniziò ad attuare un processo di riconciliazione religiosa, e questa scelta divenne ancor più marcata sotto il governo di Zog, quando fu stabilita l'uguaglianza di "tutte le fedi" e fu promossa una maggiore diversità religiosa.
Negli anni '30, la comunità ebraica divenne sempre più integrata nella società albanese, con il riconoscimento ufficiale del governo il 2 aprile 1937. Re Zog aiutò l'immigrazione ebraica in Albania e l'integrazione dei nuovi ebrei; nel 1934, Herman Bernstein, ambasciatore ebreo statunitense in Albania, osservò che gli ebrei non erano discriminati nel paese:"succede ad essere una delle rare terre in Europa dove il pregiudizio religioso e l'odio non esiste". Con l'ascesa del nazismo, un certo numero di ebrei tedeschi ed austriaci si rifugiarono in Albania e l'ambasciata albanese a Berlino continuò a rilasciare i visti agli ebrei fino alla fine del 1938, momento in cui nessun altro paese europeo fu disposto a farlo. Bernstein svolse un ruolo fondamentale nel persuadere il governo albanese a continuare a rilasciare i visti turistici agli ebrei. Dal 1933 in poi, gli sforzi di Bernstein portarono molti ebrei a fuggire dalla Germania e dall'Austria mentre il partito nazista consolidò il potere, alcuni dei quali usarono l'Albania come ponte da cui fuggire verso gli Stati Uniti, la Turchia o il Sud America.

### Occupazione italiana

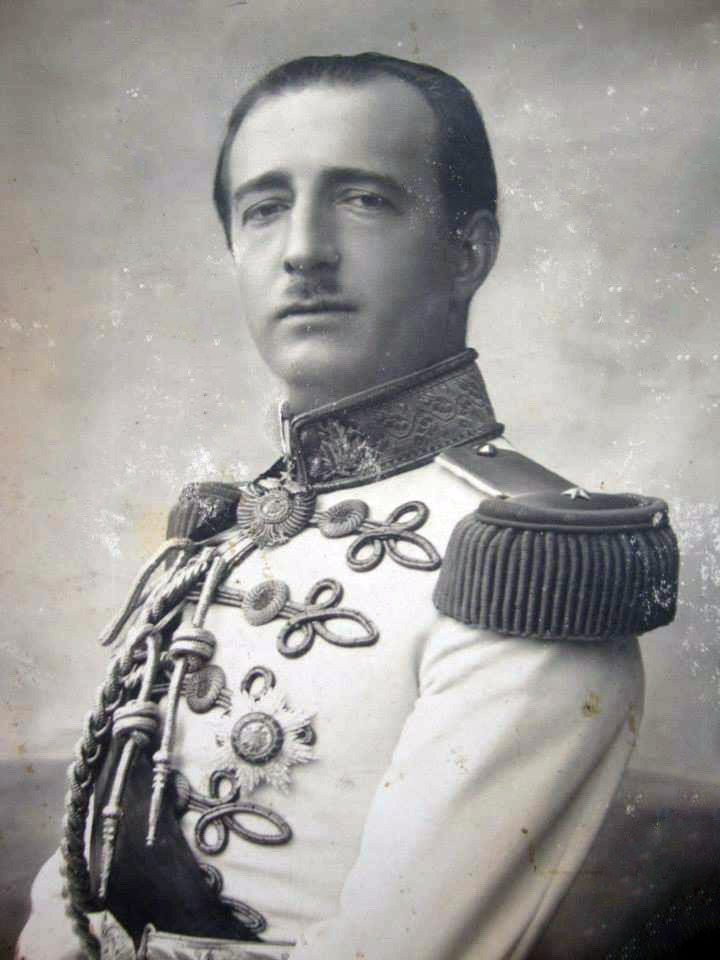
Re Zog fu deposto come sovrano dell'Albania in seguito all'invasione italiana dell'Albania nell'aprile 1939

L'Albania fu soggetta all'egemonia economica e politica italiana per tutti gli anni '30. Il 25 marzo 1939, Benito Mussolini consegnò a re Zog un ultimatum, chiedendo l'accettazione di un protettorato militare italiano sull'Albania. Zog rifiutò e il 7 aprile l'Italia invase l'Albania e lo depose. Poco dopo fu insediato un governo guidato dal proprietario terriero più ricco e potente dell'Albania, il collaborazionista Shefqet Vërlaci. Fu formata anche una "assemblea nazionale" albanese che votò rapidamente a favore di un'unione economica e politica con l'Italia, rendendo di fatto il paese un protettorato italiano. Sotto la direzione del viceré generale Francesco Jacomoni, le autorità italiane attuarono quelle leggi che proibirono l'immigrazione ebraica in Albania e imposero la deportazione di tutti gli ebrei stranieri residenti nel paese.
Entro un mese dall'occupazione italiana fu formato il Partito Fascista Albanese (in albanese: Partia Fashiste e Shqipërisë, o PFSh), furono emanate le leggi che impedirono agli ebrei l'adesione al partito e che li escluse dall'esercizio di alcune professioni. Composto da albanesi etnici italiani residenti in Albania, il partito fu un ramo del Partito Fascista Italiano (PNF) e ai suoi membri fu richiesto di prestare giuramento di fedeltà a Mussolini. Tutti i dipendenti pubblici albanesi dovettero aderire al partito, divenendo in questo modo l'unico partito politico legale nel paese.
Con il progredire della seconda guerra mondiale, l'Italia permise all'Albania occupata di annettere i territori adiacenti abitati dagli albanesi per dare vita alla Grande Albania, un protettorato italiano che comprendeva la maggior parte del Kosovo e una parte della Macedonia occidentale, regioni separate dalla Jugoslavia dopo che le potenze dell'Asse invasero il paese nell'aprile 1941.
Sebbene ufficialmente sotto il dominio italiano, gli albanesi in Kosovo furono incaricati del controllo della regione e furono incoraggiati ad aprire delle scuole albanesi, in precedenza vietate dal dominio jugoslavo. Ricevettero la cittadinanza albanese dalle autorità italiane mantenendo il permesso di esporre la bandiera dell'Albania. Gli italiani stazionarono centinaia di migliaia di soldati nella Grande Albania. Nel solo Kosovo erano di stanza circa 20.000 soldati italiani e 5.000 militari tra poliziotti e guardie di frontiera. Altri 12.000 soldati e 5.000 tra poliziotti e guardie di frontiera furono di stanza nelle aree annesse dell'odierna Macedonia del Nord. Le autorità italiane stabilirono anche la legge per cui sarebbero stati fucilati almeno dieci ostaggi per ogni soldato italiano ucciso o ferito nei territori jugoslavi occupati.

## L'Olocausto

### 1939 - 1943

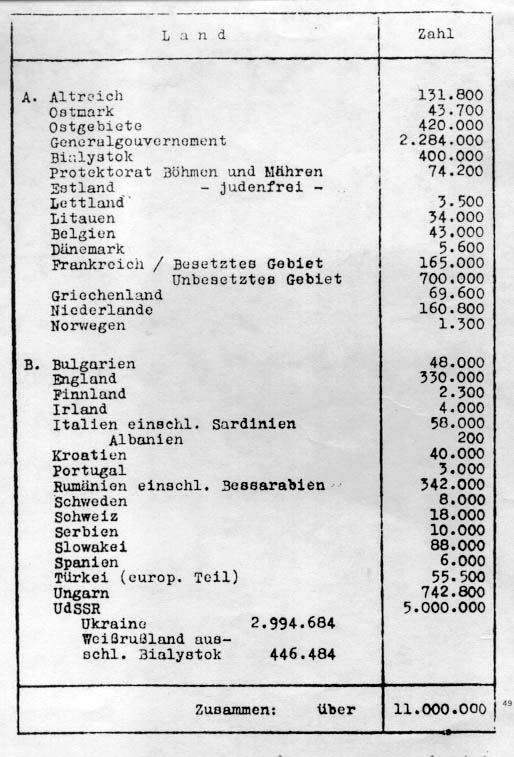
Un elenco di ebrei europei compilato alla Conferenza di Wannsee nel gennaio 1942. L'Albania è elencata con 200 ebrei.

Dopo l'invasione della Jugoslavia, la comunità ebraica nella Grande Albania crebbe di numero accogliendo gli ebrei in fuga dalla Macedonia e dalla Serbia settentrionale, così come i rifugiati ebrei da Germania, Austria e Polonia: nel Kosovo annesso all'Albania, già controllata dagli italiani, arrivarono circa 1.000 rifugiati e si stabilirono nelle città di Pristina, Prizren e Uroševac, le fonti tedesche attribuirono questo risultato numerico ad un'organizzazione ebraica responsabile del "contrabbando" degli ebrei nel paese. I profughi non subirono nessuna persecuzione nei territori controllati dai tedeschi perché gli italiani li considerarono di importanza economica e "rappresentanti degli interessi italiani all'estero". Gli italiani fecero arrestare circa 150 profughi ebrei e li trasferirono nella città di Berat dove ebbero la possibilità di lavorare. Furono arrestati anche 192 ebrei dell'annessa baia di Kotor, poi trasferiti nei campi di concentramento in Albania, proprio tra il 27 e il 28 luglio 1941, poi di nuovo trasferiti nei campi in Italia.
La popolazione albanese fu molto protettiva nei confronti dei rifugiati ebrei: molti furono trasportati nei porti albanesi sull'Adriatico da dove poterono partire verso l'Italia. Altri si nascosero nei villaggi di montagna, mentre alcuni si unirono ai movimenti di resistenza presenti nel paese. Centinaia di ebrei ricevettero i documenti falsi dalle stesse autorità albanesi e furono portati in salvo in Albania. In altre occasioni, gli ebrei furono trasferiti in Albania proprio con il falso pretesto di essere malati di tifo e di aver bisogno di cure ospedaliere.
Sotto la direzione del viceré generale Francesco Jacomoni, l'amministrazione italiana attuò le leggi che vietarono l'immigrazione ebraica nella Grande Albania e che imposero la deportazione di tutti gli ebrei stranieri: queste leggi non furono attuate in maniera convinta, dimostrazione avuta dal fatto che in realtà nessun ebreo fu deportato, e mentre lasciare il paese diventò sempre più difficile, l'immigrazione degli ebrei stranieri nella Grande Albania continuò a ritmo sostenuto. Quando gli ebrei furono trovati ad attraversare il confine, vennero solitamente rilasciati dalle autorità albanesi per trovare rifugio tra le famiglie locali. In alcune occasioni furono derubati e uccisi.
Nel gennaio 1942, nella Conferenza di Wannsee, i tedeschi stimarono che l'Albania fosse abitata da circa 200 ebrei. Quel mese, gli ebrei furono internati dagli italiani in un campo a Pristina, e sebbene temessero di essere consegnati ai tedeschi, il comandante italiano del campo promise che ciò non sarebbe mai accaduto. Il 14 marzo 1942 gli italiani bloccarono il campo e arrestarono gli ebrei che vi erano detenuti. In cinquantuno furono consegnati ai tedeschi. Successivamente furono trasportati nel campo di concentramento di Sajmište, nello Stato Indipendente di Croazia, e poi uccisi. Altri, insieme ai serbi, furono portati in un accampamento a Berat, dove furono trattenuti fino alla capitolazione dell'Italia. Ben 500 ebrei furono internati nei campi di Berat, Krujë e Kavajë durante l'occupazione italiana.

### 1943 - 1945
Quando l'Italia si arrese agli Alleati nel settembre 1943, tutti i campi di concentramento nella Grande Albania furono sciolti. Subito dopo i tedeschi invasero e occuparono la Grande Albania, la maggior parte dei soldati italiani di stanza nel paese si arrese ai tedeschi. Le autorità tedesche iniziarono lo sterminio di tutti gli ebrei che vivevano nell'Albania e nelle regioni dominate dagli albanesi della Jugoslavia occupata dall'Asse. La comunità ebraica della Macedonia occidentale, rimasta intatta sotto l'occupazione italiana, fu presa di mira e diversi gruppi di ebrei furono deportati nei campi di sterminio, le loro proprietà e i loro averi furono successivamente espropriati.
Dopo aver occupato il paese, i tedeschi riorganizzarono il governo collaborazionista della Grande Albania. Il 15 settembre fu istituito il Comitato nazionale albanese sotto l'egida tedesca, il quale governò fino a quando fu istituito il consiglio di reggenza poi riconosciuto dalla Germania come governo ufficiale del paese il 3 novembre. Xhafer Deva, collaboratore albanese del Kosovo e alleato tedesco, fu nominato Ministro dell'Interno, successivamente Deva fondò la Seconda Lega collaborazionista di Prizren in Kosovo.
Prevedendo l'arrivo delle truppe tedesche, a partire dal settembre 1943, gli ebrei fuggirono dalle città e si nascosero nelle campagne dove si nascosero con l'aiuto della popolazione albanese. Alcuni ebrei finsero di convertirsi al cristianesimo o all'islam pur mantenendo la propria identità ebraica. Con la nuova amministrazione in carica, i tedeschi chiesero alle autorità albanesi di fornire loro gli elenchi degli ebrei da deportare. Le autorità locali non si sono conformarono e al contrario fornirono alle famiglie ebree i documenti falsi. All'inizio del 1944, le autorità tedesche chiesero nuovamente ai funzionari albanesi di produrre un elenco di tutti gli ebrei viventi nel paese. Successivamente due leader ebrei locali si avvicinarono in supporto al collaborazionista albanese e primo ministro Mehdi Frashëri. Frashëri riferì al ministro Deva, sia per la reputazione di proteggere gli ebrei, sia per ordinare gli atti di violenza contro i suoi oppositori politici. Secondo quanto riferito, Deva disse ai delegati ebrei di possedere già un elenco di ebrei che vivevano in Albania, e nello stesso tempo rifiutò di consegnare la lista ai tedeschi respingendo le loro richieste di riunire fisicamente tutti gli ebrei del paese in un unico luogo. Deva informò i tedeschi che non avrebbe fornito loro un elenco perché tali richieste costituivano delle "interferenze negli affari albanesi". In seguito, Deva informò i leader della comunità ebraica di aver rifiutato con successo la richiesta tedesca. Nel giugno 1944, i tedeschi rinnovarono ancora una volta la richiesta al governo collaborazionista albanese per fornire un elenco degli ebrei del paese ma le autorità albanesi rifiutarono ancora una volta.
La situazione in Kosovo fu completamente diversa: Deva iniziò a reclutare gli albanesi del Kosovo per unirsi alle Waffen-SS. La 21. Waffen-Gebirgs-Division der SS "Skanderbeg" fu costituita il 1º maggio 1944. Il 14 maggio, la divisione fece irruzione nelle case degli ebrei di Pristina, arrestò 281 ebrei nativi e stranieri e li consegnò ai tedeschi. Il 23 giugno, 249 di questi ebrei furono portati nel campo di concentramento di Bergen-Belsen, dove molti di loro furono uccisi. Durante la guerra, ben 2.000 ebrei cercarono rifugio nella Grande Albania. Il numero di ebrei che sfruttarono con successo la Grande Albania per il transito è difficile da stimare a causa della situazione di clandestinità delle reti di salvataggio, ma le stime variano tra 600 e 3.000. Circa 210 ebrei del Kosovo furono uccisi, rappresentando un tasso di mortalità di circa il 40%.
Nel corso dell'Olocausto, furono uccisi circa 600 ebrei nei territori controllati dagli albanesi; di questi almeno 177 morirono nel campo di Bergen-Belsen, mentre un numero leggermente maggiore sopravvisse alla guerra. Praticamente tutti gli ebrei nativi dell'Albania sopravvissero all'Olocausto, così come quasi tutti gli ebrei stranieri che vi si rifugiarono. Gli unici ebrei nativi uccisi in Albania furono cinque membri della famiglia Ardet, un sesto membro della famiglia sopravvisse alla guerra. Insieme a Danimarca e Bulgaria, l'Albania fu uno dei pochi paesi europei occupati dall'Asse in cui fu salvata la maggior parte degli ebrei.

## Analisi degli eventi
Le opinioni su come interpretare l'alto tasso di sopravvivenza degli ebrei in Albania differiscono tra gli studiosi, così come il netto contrasto dei tassi di sopravvivenza tra l'Albania e il Kosovo. Alcuni esperti attribuiscono la "differenza eccezionale" in Albania proprio alla besa, il codice d'onore tradizionale, parte importante della cultura degli altopiani albanesi. La besa obbligava moralmente gli albanesi a fornire riparo e un passaggio sicuro a chiunque cercasse protezione, soprattutto se avessero giurato di farlo. Dal punto di vista albanese, il mancato rispetto di questa tradizione avrebbe comportato una perdita di prestigio all'interno della comunità. La testimonianza dei sopravvissuti ebrei, oltre che degli stessi soccorritori albanesi, ha dimostrato che molte persone giustificarono le loro azioni citando proprio la besa. Tradizionalmente, la storiografia albanese ha anche sottolineato il ruolo della besa, così come degli altri valori culturali albanesi, per spiegare l'alto tasso di sopravvivenza degli ebrei. L'ipotesi della besa è stata sposata anche da più studiosi stranieri. Da allora è stata criticata come una "spiegazione quasi popolare" che in realtà è "completamente limitata", secondo la storica Monika Stafa, la quale sostiene che le "virtù popolari albanesi" da sole non avrebbero potuto resistere con successo al potere dei nazisti nell'applicazione quasi matematica della sua filosofia razziale.
Stafa sostiene che l'alto tasso di sopravvivenza deve essere attribuito a una più complicata combinazione di fattori, come l'incapacità delle autorità tedesche di acquisire gli elenchi dettagliati degli ebrei in Albania, la precedente inerzia delle autorità italiane, nonché l'altruismo individuale, soprattutto da parte delle persone nelle posizioni di potere. Stafa sottolinea l'importanza del ripetuto rifiuto delle autorità collaborazioniste albanesi di consegnare ai tedeschi un elenco degli ebrei presenti nel paese, osservando che in tutta Europa, l'ostruzione ai tentativi tedeschi di ottenere gli stessi elenchi completi portò a un aumento del 10% del tasso di sopravvivenza degli ebrei. Il Kosovo differì dall'Albania in quanto i tedeschi riuscirono a ottenere gli elenchi di ebrei, nonostante gli sforzi di alcuni funzionari albanesi del Kosovo per impedirlo. Fischer osserva che i tedeschi acconsentirono al rifiuto del governo collaborazionista albanese di consegnare le liste perché desiderarono mantenere l'impressione che la Germania stesse concedendo all'Albania una "relativa indipendenza", attribuendo anche a questa scelta politica la mancanza di uno sforzo organizzato nazista nel dare la caccia agli ebrei.
Gli albanesi del Kosovo furono tendenzialmente più ostili, un atteggiamento che il professor Paul Mojzes attribuisce al conflitto albanese-serbo e alla persecuzione subita per mano dell'impero ottomano. Di conseguenza, la maggior parte degli albanesi in Kosovo accolse con favore la sconfitta e la spartizione della Jugoslavia, e furono particolarmente grati a qualsiasi potenza che offrisse loro il "sogno della Grande Albania" e l'opportunità di "regolare i conti" con la popolazione serba locale. Mojzes attribuisce la protezione ricevuta dagli ebrei in Kosovo nei primi anni della guerra all'atteggiamento relativamente clemente delle autorità italiane piuttosto che agli sforzi della popolazione locale, sostenendo che invece in Albania, l'antisemitismo non si diffuse per la scarsa presenza di ebrei.
Secondo Stafa, la legislazione antisemita non fu applicata in Albania proprio dalle autorità italiane. Fischer osserva che quando fu adottata la legislazione antisemita fu applicata in modo poco convinto, afferma inoltre che gli ebrei sentirono poco il bisogno di nascondere la loro identità durante il periodo di occupazione italiano tanto da celebrare persino le loro feste tradizionali in pubblico. Fischer attribuisce invece la relativa tolleranza degli albanesi nei confronti degli ebrei a una "profonda tolleranza religiosa" incoraggiata dalla diversità religiosa propria dell'Albania.

## Conseguenze ed eredità
Da ottobre a novembre 1944, i partigiani jugoslavi, sostenuti sia dagli alleati occidentali che dall'Unione Sovietica, e assistiti dalle forze del Fronte della Patria bulgaro e da due brigate di partigiani albanesi, ripresero la regione del Kosovo dai tedeschi in ritirata e fu reincorporata nella Jugoslavia. Senza alcuna possibilità di vittoria, i tedeschi in ritirata aiutarono i collaborazionisti albanesi a fuggire dal paese mentre i comunisti si avvicinavano. Molti non riuscirono a fuggire e furono giustiziati dai comunisti dopo la cattura. Il 28 novembre 1944 i partigiani albanesi, al comando di Enver Hoxha, risultarono vittoriosi in Albania. Hoxha successivamente attuò un governo di tipo stalinista totalitario mettendo fuori legge tutte le attività religiose nel paese. Si stima che ci fossero 1.800 ebrei in Albania alla fine della seconda guerra mondiale, aumentando la popolazione ebraica albanese di undici volte tra il 1939 e il 1945, mentre in Kosovo invece la comunità ebraica non si riprese mai completamente dalla guerra: in Kosovo rimasero pochi ebrei in seguito alla massiccia emigrazione verso Israele durante il periodo a guida comunista e allo stesso modo, la maggior parte degli ebrei albanesi decise di emigrare in seguito alla presa di potere dei comunisti.
Nel 1999, durante la guerra del Kosovo, Israele trasportò al sicuro in aereo un gruppo di albanesi kosovari e li ospitò nei kibbutz durante lo Yom HaShoah (il Giorno della memoria dell'Olocausto). Il discendente di una famiglia albanese del Kosovo, che ospitò gli ebrei durante la guerra, rimase con i discendenti della famiglia che avevano ospitato.
L'unico spazio pubblico in Albania dedicato all'Olocausto è una piccola mostra all'interno del Museo Storico Nazionale di Tirana composto da fotografie, testi, mappe e documenti di guerra, inaugurato il 29 novembre 2004. Nel 2009 è stato distribuito un film documentario intitolato Rescue in Albania sulla sopravvivenza degli ebrei albanesi. Nel 2013, il governo del Kosovo ha eretto una targa in memoria degli ebrei del Kosovo morti durante l'Olocausto. Nel 2018, 75 albanesi sono stati riconosciuti da Yad Vashem come Giusti tra le nazioni.